# Cratere Mendota
Mendota  è un cratere sulla superficie di Marte.